# گورنگی راچنیک
گورنگی راچنیک (به صربی: Gornji Račnik) یک منطقهٔ مسکونی در صربستان است که در یاگودینا واقع شده‌است. گورنگی راچنیک ۱۲۴ نفر جمعیت دارد.